# Johannes Döparen (Caravaggio)

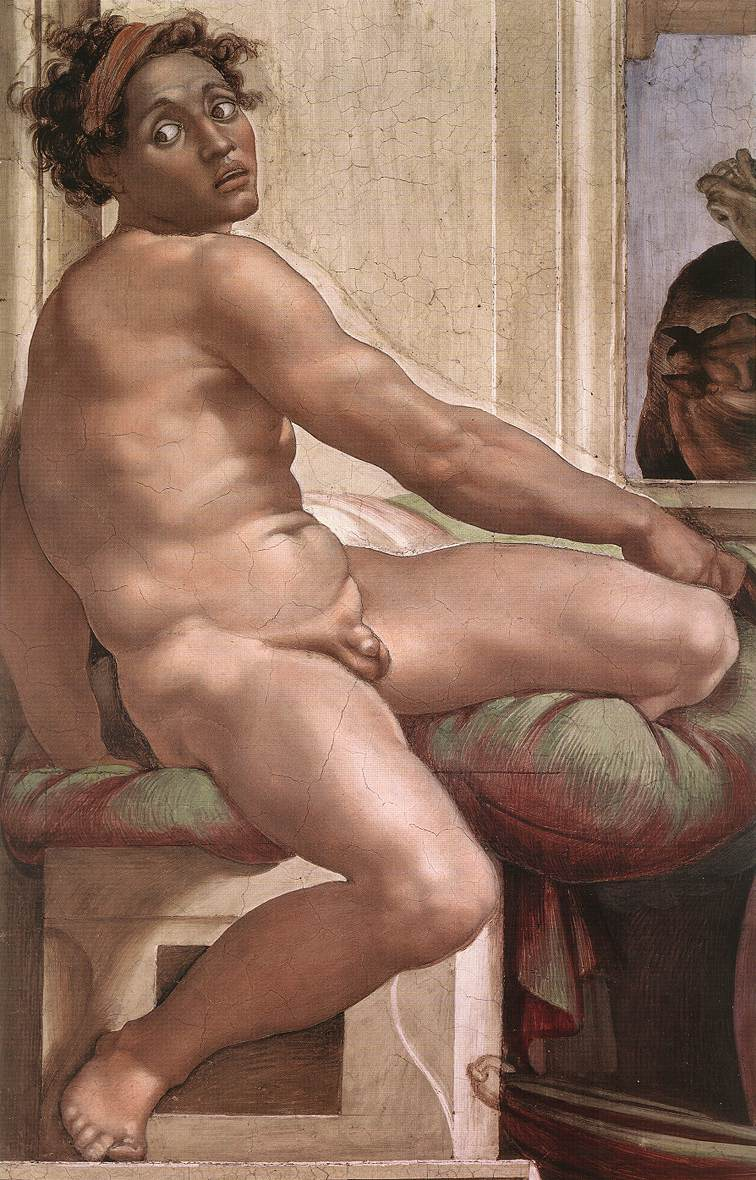
En av Michelangelos ignudi som är avbildad i taket i Sixtinska kapellet.

Johannes Döparen (italienska: San Giovanni Battista) är en serie oljemålningar av den italienske barockkonstnären Caravaggio. 

## Johannes Döparen
Johannes Döparen omnämns i evangelierna som en släkting till Jesus (kusin enligt senare källor). Han var en profet och levde ett asketiskt liv i Judeens ödemarker där han sägs ha levt på vatten, gräshoppor och vildhonung (Kansasversionen benämns Johannes Döparen i ödemarken). Han samlade en lärjungekrets omkring sig och lät döpa Jesus i Jordan. I Bibeln anges att Johannes greps av marionettkungen Herodes Antipas efter att ha kritiserat dennes äktenskap med sin brors hustru Herodias. Kungen nöjde sig med att hålla Johannes fängslad, vilket dock inte stillade hustruns hat mot profeten. När Herodes en gång under en fest blev berusad lovade han sin styvdotter Salome vad hon än önskade sig. På sin mors inrådan önskade hon sig då Johannes huvud på ett fat. Caravaggio har avbildat såväl Johannes Döparens halshuggning som Salome med Johannes Döparens huvud. 

## Konstnären
Konstnären var född i den lombardiska orten Caravaggio men flyttade till Rom i början av 1590-talet där han upplevde några framgångsrika år. Han levde ett utsvävande och kriminellt liv som kulminerade 1606 då han begick ett dråp och tvingades fly staden. Han levde därefter som landsflyktig i Neapel och på Sicilien och Malta. På sistnämnda ö färdigställdes (och förvaras än idag) hans kanske mest berömda tavla: Johannes Döparens halshuggning. Caravaggios konstnärskap utmärks av realism där helgon avbildas utan idealisering och starka kontraster mellan ljus och dunkel, så kallad chiaroscuro. Alla hans versioner av Johannes Döparen, liksom flertalet andra verk i hans oeuvre, innehåller också röda draperier eller klädnader som lyser upp de annars sparsamt färglagda bilderna. 

## Kapitolieversionen
Caravaggio beundrade Michelangelo och kopierade honom ofta, till exempel i Matteus kallelse där Jesus pekande hand är väldigt lik Adams i Adams skapelse. I Kapitolinska museernas Johannes Döparen poserar profeten på samma sätt som en av de ignudi (nakna sittande ynglingar med överjordisk skönhet) som också avbildas i Sixtinska kapellets tak. Som modell har ynglingen Cecco del Caravaggio suttit; han är även känd från Kärleken övervinner allt, blev senare själv konstnär och en av de första caravaggisterna.
Johannes Döparen avbildas utan flertalet av sina attribut: kors, dopskål, lamm och kamelhårsrock. Lammet är här ersatt av en vädur. Han sitter emellertid på en djurhud som kan antas vara av kamelhår – enligt evangelisterna gick Johannes klädd i en mantel av kamelhår. Målningen beställdes av aristokraten Ciriaco Mattei(en) för 85 scudi. Senare förvärvades tavlan av först kardinal Francesco Maria del Monte och därefter kardinal Carlo Emanuele Pio di Savoia. Från 1750 har verket ingått i samlingarna på Kapitolinska museerna. Det finns en kopia av verket som är utställt i Galleria Doria Pamphilj i Rom vars attribuering och datering anses osäker. Caravaggio kopierade dock ofta sina egna tavlor, till exempel finns det flera versioner av Lutspelaren och Spåkvinnan – alla attribuerade till konstnären själv. 

## Övriga versioner
Toledoversionen har ansetts vara den äldsta och har daterats till cirka 1598. Det är dock osäkert om den är målad av Caravaggio; mycket talar för att det är Bartolomeo Cavarozzi som är upphovsmannen.  
De två versionerna som målades omkring 1604 är verk som med säkerhet kan tillskrivas Caravaggio. Den ena är i vertikalt format (Kansasversionen) och den andra i horisontellt (Galleria Nazionale d'Arte Antica). I båda målningarna excellerar konstnären i ljusdunkelmåleri, chiaroscuro. I Kansasversionen, Johannes Döparen i ödemarken, är Johannes omgiven av grönska, bakom honom står ett ekträd. I versionen på Galleria Nazionale d'Arte Antica syns en dopskål på bordet bredvid vilken symboliserar att Jesu dop. På Nationalmuseum finns en kopia av denna version. Den anses vara en samtida kopia som noga följer originalet och är utförd av caravaggisten Bartolomeo Manfredi.
Borgheseversionen och Liggande Johannes Döparen tillhör (tillsammans med Heliga Ursulas martyrium) Caravaggios sista verk. Under oklara omständigheter dog han 1610 i Porto Ercole där han också begravdes. Han var då på väg från Neapel till Rom där han hoppades få påve Paulus V:s benådning efter det dråp han begick 1606. De båda tavlorna tros ha varit i konstnärens ägo vid tiden för hans död och var möjligen tänkta som gåvor till påven och hans systerson Scipione Borghese.  

## Tabell över olika versioner
| Bild | Titel                                                                          | År         | Storlek (cm) | teknik      | Museum                           | Ort         |
| ---- | ------------------------------------------------------------------------------ | ---------- | ------------ | ----------- | -------------------------------- | ----------- |
|      | Johannes Döparen (osäker attribuering – tillskrivs också Bartolomeo Cavarozzi) | 1598 cirka | 169 x 112    | olja på duk | Katedralen i Toledo              | Toledo      |
|      | Johannes Döparen                                                               | 1602       | 129 x 95     | olja på duk | Kapitolinska museerna            | Rom         |
|      | Johannes Döparen (osäker attribuering och datering)                            | 1602 cirka | 132 x 97     | olja på duk | Galleria Doria Pamphilj          | Rom         |
|      | Johannes Döparen                                                               | 1603–1604  | 94 x 131     |             | Galleria Nazionale d'Arte Antica | Rom         |
|      | Johannes Döparen (samtida kopia av Bartolomeo Manfredi)                        | 1604 cirka | 98 x 136     | olja på duk | Nationalmuseum                   | Stockholm   |
|      | Johannes Döparen i ödemarken                                                   | 1604       | 173 x 133    | olja på duk | Nelson-Atkins Museum of Art      | Kansas City |
|      | Salome med Johannes Döparens huvud                                             | 1607 cirka | 116 x 140    | olja på duk | Kungliga slottet                 | Madrid      |
|      | Johannes Döparen vid källan (osäker attribuering)                              | 1607–1608  | 73 x 100     |             | Mużew Nazzjonali tal-Arti (MUŻA) | Valetta     |
|      | Johannes Döparens halshuggning                                                 | 1608       | 106 x 179,5  | olja på duk | Sankt Johannes konkatedral       | Valetta     |
|      | Salome med Johannes Döparens huvud                                             | 1609–1610  | 91,5 × 106,7 | olja på duk | National Gallery                 | London      |
|      | Johannes Döparen                                                               | 1609–1610  | 152 x 125    | olja på duk | Galleria Borghese                | Rom         |
|      | Liggande Johannes Döparen                                                      | 1610 cirka | 106 x 179,5  | olja på duk | Privat ägo                       | München     |